# ウィリアム・クロウフォード (政治家)

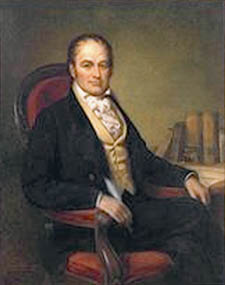
ウィリアム・クロウフォードの肖像画

ウィリアム・ハリス・クロウフォード（William Harris Crawford, 1772年2月24日 - 1834年9月15日）は、アメリカ合衆国の政治家。1815年から1816年までアメリカ合衆国陸軍長官を、1816年から1825年までアメリカ合衆国財務長官を務めた。また1824年の大統領選挙では民主共和党の大統領候補として出馬した。

## 青年期
1772年、クロウフォードはバージニア州ネルソン郡で誕生した。1779年、クロウフォードは家族とともにサウスカロライナ州エッジフィールド郡へと移り、その後1783年にジョージア州コロンビア郡へと移住した。クロウフォードは私立学校で古典を学んだ後、同州オーガスタのリッチモンド学園で法学を学んだ。その後10年ほど農業や教職に従事しながら法律を勉強し、1799年に同州レキシントンで弁護士を開業した。

## 議員時代
1803年、クロウフォードは民主共和党の党員としてジョージア州下院議員に選出された。その後1807年にはジョージア州議会がアメリカ合衆国上院議員の欠員補充のためクロウフォードを選任した。間もなくクロウフォードは評判の高い有力な上院議員となり、1811年には上院仮議長に選任された。クロウフォードは上院議会において第一合衆国銀行の期限延長を促し、保守的な国家財政を主張する人物として注目を浴びた。
1812年、クロウフォードの能力を評価したジェームズ・マディソン大統領は、クロウフォードを駐フランス公使に任命し、第一帝政のフランスに派遣した。クロウフォードは同年に開戦した米英戦争の解決のために公使として諸外国との折衝にあたり、終戦後の1815年までその職を務めた。

## 閣僚時代
マディソン大統領はクロウフォードの帰国を受けて、クロウフォードを陸軍長官に任命した。クロウフォードは1年少々の期間しか陸軍長官として務めていなかったが十分な働きを収めた。1816年には民主共和党の大統領候補としてその名が挙げられたが、クロウフォードは関心を示さず辞退した。その後クロウフォードは陸軍長官から財務長官への転任を要請された。
クロウフォードは米英戦争に起因する財政赤字から再建を図る中、財務長官に就任した。クロウフォードは合衆国の歳入歳出を組織化することを目標に据え、連邦政府の全ての省庁の財務状況を安定させるため、1817年に財務省再編法案を提出した。また前任のアレクサンダー・ダラスから第二合衆国銀行設立を継承し、1817年1月に本店をフィラデルフィアに設置して営業を開始した。そして同年10月までに国内19箇所の主要商業都市への支店設置が決定された。
クロウフォードはまた、州法銀行に対して正貨支払いの再開要求を前任のダラスに引き続いて行った。しかしながら州法銀行は第二合衆国銀行の支援なしには再開は不可能であると主張したため、クロウフォードはこの問題の解決を第二合衆国銀行の手に委ねることに決定した。そして第二合衆国銀行は1819年の不況以降、財政収入の確保、通貨の安定、インフレの阻止などに成果を挙げ、クロウフォードの評価を高めた。
1824年2月、クロウフォードは再び民主共和党の大統領候補としてその名が挙げられたが、前年に発症した脳卒中の影響により体調が悪化していたため、クロウフォードはその座を自ら退くことを表明した。ところがその後、民主共和党は西部の労働者層を中心とする新勢力と、南部の富裕層を中心とする旧勢力との間での対立が激化し、民主共和党は内部分裂を起こした。そして分裂派のうちの1つが大統領候補として再びクロウフォードの名を挙げた。クロウフォードは自らの体調が回復傾向にあることに鑑みてこの推薦を受諾、トーマス・ジェファーソンやジェームズ・マディソンなどの元大統領から支持を受けた。大統領選挙の結果、クロウフォードはアンドリュー・ジャクソン（一般投票153,544票、選挙人数99人）ジョン・クィンシー・アダムズ（一般投票108,740票、選挙人数84）、に次ぐ3番目の得票（一般投票46,618票、選挙人数41人）を受け、最終的に下院での決選投票で勝利したアダムズから財務長官の残留を要請された。しかしながらクロウフォードはこの申し込みを断り、ジョージア州上級裁判所判事への就任要請を受けて財務長官を退任した。

## 晩年
クロウフォードはその後10年にわたって活発に判事を務め、1834年にジョージア州オグルソープ郡クロウフォードで死去した。クロウフォードの遺体は同市クロウフォード墓地に埋葬された。
クロウフォードの死後、その業績を称えて、インディアナ州クロウフォードヴィル、イリノイ州クロウフォード郡、ミズーリ州クロウフォード郡、アーカンソー州クロウフォード郡、ジョージア州クロウフォード郡に、クロウフォードの名が付けられた。